# Малахов, Сергей Арсеньевич
Серге́й Арсе́ньевич Мала́хов (27 июня 1902, Можайск, Московская губерния, Российская империя — 4 августа 1973, Ленинград, СССР) — русский советский поэт, критик, литературовед. Один из авторов «Литературной энциклопедии».

## Биография
Родился 27 июня 1902 года в Можайске в богатой купеческой семье. С юности увлекался поэзией и писал стихи. Был одним из первых организаторов комсомола в Можайском уезде в 1918 и одним из создателей литературной группы «Молодая гвардия» вместе с А. А. Жаровым, М. А. Светловым, М. М. Шолоховым. В 1920 вступил добровольцем в Красную армию. В 1926 окончил литературное отделение этнологического факультета (до 1925 оно относилось к факультету общественных наук) 1-го МГУ, в 1929 — аспирантуру Российской ассоциации НИИ общественных наук. Лидия Гинзбург упоминает его в своих воспоминаниях.
В 1920 вступил в РКП(б) и был членом партии до 1936 года (исключён при проверке партдокументов).
Сергей Малахов был арестован органами НКВД 9 июня 1936 года своей квартире в Ленинграде, ул. Блохина, дом 2, кв. 21. В это время он был литературоведом, исполнял обязанности профессора в ЛИФЛИ, с начала 1930-х работал в Ленинградской ассоциации пролетарских писателей.
Малахов С. А. обвинялся «в том, что являлся активным участником контрреволюционной троцкистской организации в Московском государственном университете. Был связан организационно и политически с активными контрреволюционными троцкистами. Боролся против партии, двурушничал, то есть в пр. пр. ст. 58, п. п. 10 и 11 УК».
Постановлением Особого Совещания при НКВД СССР 31 июля 1936 года Малахов С. А. был приговорён к заключению в ИТЛ (исправительно-трудовой лагерь). Малахов вышел из лагеря в 1941 году, но не мог посещать Ленинград и Москву. Окончательно был реабилитирован лишь в 1956 году.
Во время Второй мировой войны находился в Самарканде (Узбекистан), где преподавал в Самаркандском университете и педагогическом институте. После войны он жил в Ленинграде, был научным сотрудником ИРЛИ, преподавал. Его учениками были такие критики и литературоведы, как П. Громов, Б. Костелянец, А. Павловский. С начала 1950-х он был научным сотрудником Института русской литературы (Пушкинского Дома).
Последние годы жизни он провёл на Каменноостровском проспекте, д. 14 в доме работников искусства.

## Литературно-критическая деятельность
В 1926—1927 Сергей Малахов опубликовал ряд статей о русском футуризме, статьи «Теория и поэтика конструктивизма» («Печать и революция», 1929, № 4, 8, 10), «Алексей Чапыгин» («Лит. современник», 1934, № 10), «О творчестве Александра Прокофьева» («Октябрь», 1934, № 12). Ему принадлежат также статьи о Тургеневе.
Ему принадлежат популярный очерк «Как строится стихотворение», статьи о конструктивизме, футуристах и пр. и по методологии литературоведения (вошедшие в книжку «Переверзевщина на практике»).
После войны, в 1950-е годы, написал работу об А. В. Луначарском (глава в «Истории русской критики», 1958), статью «Теория и поэтика романа Тургенева и Гончарова» (в сб. «Проблемы реализма в русской литературе XIX века») и др. Опубликовал воспоминания («Нева», 1970, № 3).

## Книги
- Кожанка. Стихи. — М., 1925.
- О партии, о любимой и о другом. Стихи. — М., 1925.
- Переверзевщина на практике. — М., 1931.